# Wille Valve
Wille Valve, född 17 juni 1980 i Mariehamn är en åländsk politiker. Sedan 2021 är han partiordförande för Moderat Samling för Åland.
Valve är ledamot av Ålands lagting sedan 2011. Under 2013-2019 var han kansliminister och socialminister i Ålands landskapsregering. 
Valve har arbetat som specialmedarbetare i Europaparlamentet och varit Ålands ledamot i Nordiska rådet 2011-2013. Sedan 2020 är Valve styrelseordförande för Ålands Hälso- och Sjukvårdsorganisation ÅHS och ordförande för lagtingets delegation i Östersjösamarbetet BSPC (Baltic Sea Parliamentary Conference)
Efter riksdagsvalet 2023 är Valve ersättare i riksdagen till Mats Löfström.